# Лапуэнт, Ги
Ги Жера́р Лапуэ́нт (фр. Guy Gerard Lapointe; род. 18 марта 1948, Монреаль, Квебек) — канадский хоккеист, защитник клубов НХЛ «Монреаль Канадиенс», «Сент-Луис Блюз» и «Бостон Брюинз».

## Карьера
В НХЛ уроженец Монреаля Ги Лапуэнт дебютировал в сезоне 1968/69, но постоянное место в составе «Монреаль Канадиенс» получил только 2 года спустя, когда тренерский штаб объединил молодого защитника в пару с другим одарённым молодым защитником-франкоканадцем — Сержем Саваром. Доверие тренерского штаба Ги Лапуэнт оправдал сполна, забросив 19 шайб, из них 4 — в розыгрыше ставшего для «Канадиенс» победным Кубка Стэнли. Это был рекордный для команды результат: никогда прежде защитник-новичок «Монреаля» не отличался такой результативностью в дебютном сезоне. К 19 забитым голам добавилась 141 минута штрафного времени; габаритный (183 см, 84 кг) молодой защитник с первых своих шагов в НХЛ дал понять, что опасен не только для ворот соперника, но и для самих соперников, не чураясь вступать в силовые единоборства.
В 1972 году в «Монреале» дебютировал ещё один молодой защитник, Лэрри Робинсон. Такой же рослый и физически мощный, как Савар, Робинсон, как и Ги Лапуэнт, играл в яркой, агрессивной манере, активно подключаясь к атакам и не избегая силовой борьбы с хоккеистами соперников. Неудивительно, что эти три хоккеиста образовали весьма эффективную связку, вскоре начавшую играть первую роль в обороне «Канадиенс». Спортивная пресса, от которой Ги Лапуэнт уже получил созвучное его фамилии прозвище Pointu («Острый» по-французски), позже назовёт связку Савар — Лапуэнт — Робинсон «Большой тройкой» (англ. Big Three), имея в виду не только высокий рост всех трёх хоккеистов, но и их вклад в победы команды, первую из которых «Большая тройка» принесла «Канадиенс» уже на первый год существования: «Монреаль» в очередной раз стал победителем розыгрыша Кубка Стэнли.
НХЛ в сезоне 1974/75 Ги Лапуэнт забросил 28 шайб, установив рекорд результативности среди защитников «Канадиенс», не побитый по сей день. Начиная с 1976 года, «Монреаль Канадиенс» завоевали 4 Кубка Стэнли подряд; немалая заслуга в этом принадлежит Ги Лапуэнту, набравшему в каждом из победных розыгрышей не менее 6 очков по системе «гол+пас».
В конце сезона 1981-82 Ги Лапуэнт был обменян в «Сент-Луис Блюз». Отыграв за «Блюзменов» ещё 1 сезон, в 1983 году защитник-ветеран перешёл в «Бостон», где год спустя и завершил карьеру хоккеиста.
После завершения карьеры игрока Ги Лапуэнт не ушёл из хоккея, став тренером. В качестве помощника главного тренера бывший защитник работал в «Квебеке» и «Калгари», пока в 2000 году не вошёл в штаб «Миннесоты», став координатором скаутской службы «Уайлд»; на этой должности Ги Лапуэнт трудится и по сей день.

## Карьера в сборной
В составе сборной Канады Ги Лапуэнт принимал участие в Суперсерии СССР — Канада, первом розыгрыше Кубка Канады, где сборная профессионалов НХЛ завоевала золото турнира, и Кубке Вызова.

## Достижения
- Обладатель Кубка Стэнли (6): 1971, 1973, 1976-79
- Обладатель Кубка Канады: 1976
- Участник матча всех звёзд НХЛ (4): 1973, 1975, 1976, 1977
- Член Зала хоккейной славы с 1993 года.
- Номер 5, под которым играл Ги Лапуэнт, выведен «Монреаль Канадиенс» из обращения 8 ноября 2014 года.

В бытность хоккеистом Ги Лапуэнт был известен не только, как бомбардир и мастер силовой борьбы, но и как большой любитель розыгрышей, причём объектом его шуток становились не только партнёры по команде; одна из самых известных жертв розыгрышей Ги — премьер-министр Канады Пьер Трюдо.